# Premio UEFA al Mejor Jugador en Europa 2014

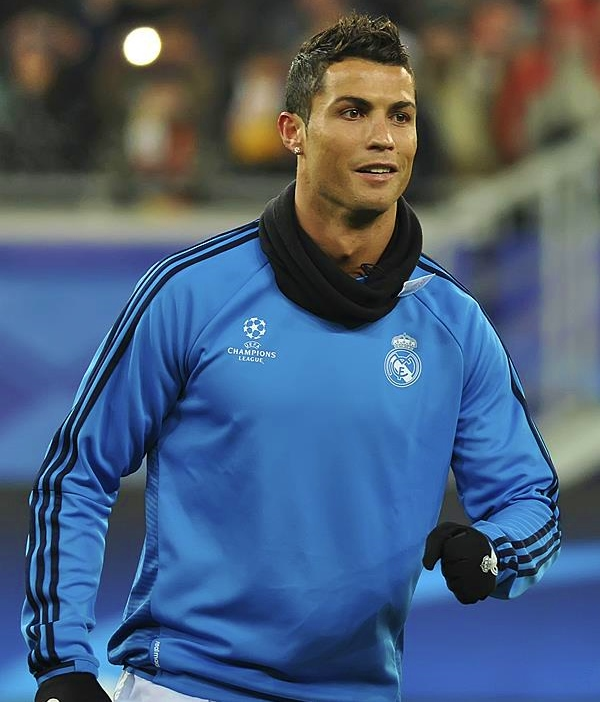
Cristiano Ronaldo

El Premio UEFA al Mejor Jugador en Europa 2014 es un galardón que se otorgó por la Unión de Asociaciones de Fútbol Europea (UEFA) al mejor futbolista europeo de la temporada 2013-14. La distinción le fue entregada al ganador, Cristiano Ronaldo, en la ciudad de Mónaco, Francia, el 28 de agosto de 2014. 
La votación se realizó por parte de un jurado de periodistas de cada una de las federaciones miembro de la UEFA, siendo un total de 53 periodistas especializados en fútbol. Entre ellos, un total de 35 futbolistas fueron los primeros seleccionados a optar al galardón, siendo Alemania el país más representado con siete futbolistas.

## Palmarés
Entre los diez seleccionados a optar a finalistas, el F. C. Bayern de Múnich fue el club más representado con cuatro jugadores, seguido por los dos del Real Madrid C. F., siendo estos dos equipos los presentes entre los tres finalistas.

### Finalistas
| Posición | Futbolista        | Club                   | Votos |
| -------- | ----------------- | ---------------------- | ----- |
| 1.ª      | Cristiano Ronaldo | Real Madrid C. F.      | 26    |
| 2.ª      | Sergio Ramos      | Real Madrid C . F.     | 19    |
| 3.ª      | Arjen Robben      | F. C. Bayern de Múnich | 9     |

### Preseleccionados
Los tres finalistas salieron de un total de diez jugadores que finalizaron clasificados según los puntos obtenidos en las votaciones.
| Posición | Futbolista      | Club                   | Puntos |
| -------- | --------------- | ---------------------- | ------ |
| 4.ª      | Thomas Müller   | F. C. Bayern de Múnich | 38     |
| 5.ª      | Philipp Lahm    | F. C. Bayern de Múnich | 24     |
| 5.ª      | Lionel Messi    | F. C. Barcelona        | 24     |
| 7.ª      | James Rodríguez | A. S. Monaco F. C.     | 16     |
| 8.ª      | Luis Suárez     | Liverpool F. C.        | 13     |
| 9.ª      | Ángel Di María  | Real Madrid C. F.      | 12     |
| 10.ª     | Diego Costa     | Atlético de Madrid     | 8      |

| Predecesor: 2013 | Premio al Mejor Jugador de Europa de la UEFA 2014 | Sucesor: 2015 |